# Clito (Iliade)
Clito (in greco antico Κλειτός) od anche citato come Cleito (in greco antico Κλεῖτος) è un personaggio della mitologia greca citato nell'Iliade (XV, v. 445), fu un guerriero troiano.
Clito fu ucciso da Teucro nell'azione bellica descritta nel libro XV dell'Iliade, relativo al Contrattacco dalle navi, ai versi 445 e seguenti.
()